# Fujitsu Siemens Computers

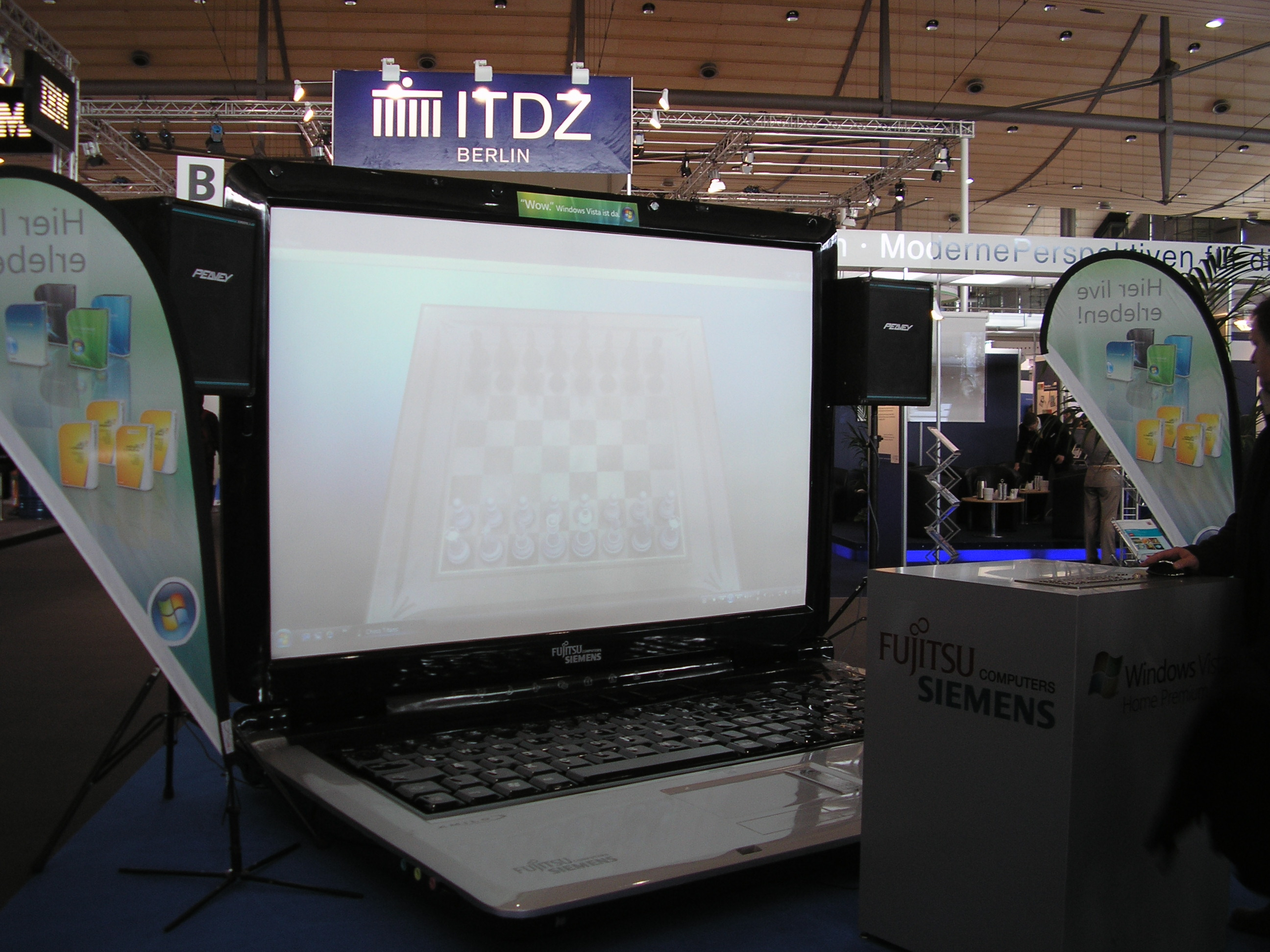
Een versie van een Amilo-laptop, CeBIT 2008

Fujitsu Siemens Computers was een Japans-Duits bedrijf dat computerproducten verkoopt aan consumenten en bedrijven in Europa, het Midden-Oosten en Afrika. Producten die in andere delen van de wereld worden verkocht, worden gemaakt onder de naam Fujitsu. Het bedrijf was voor de helft eigendom van Fujitsu Limited, en voor de helft van Siemens AG, en werd opgericht in 1999.
Fujitsu Siemens Computers produceerde veel producten, van mainframes en Unix-servers tot notebooks, desktops, handhelds en infrastructuuroplossingen op ondernemingsniveau.
Fujitsu Siemens is gespecialiseerd in "groene" computers. Dit zijn zeer zuinige computers, die weinig energie verbruiken.
Fujitsu Siemens heeft centrale productieomgevingen in Augsburg, Paderborn en Soemmerda. 
Op 1 april 2009 kwam een einde aan Fujitsu-Siemens, de joint venture tussen Fujitsu en Siemens, die tien jaar heeft bestaan. 
In 2008 heeft Fujitsu, Siemens uitgekocht voor een bedrag van 450 miljoen euro. De firma was in 2007 goed voor een jaaromzet van 13 miljard euro en biedt werk aan ongeveer 35.000 mensen.
Het bedrijf gaat verder onder de naam Fujitsu Technology Solutions (kortweg FTS). Fujitsu Japan ziet in het nieuwe bedrijf een manier om volledig geïntegreerde producten en diensten aan te bieden, vooral buiten Japan. 